# Камерный оркестр Грузии
Государственный камерный оркестр Грузии (первоначально Камерный оркестр Грузинской государственной филармонии, затем Государственный камерный оркестр Грузинской ССР) — камерный оркестр, созданный в 1968 г. по инициативе педагогов Тбилисской консерватории Марины Яшвили и Игоря Политковского (ставшего его первым руководителем). Наибольшей известности достиг под руководством выдающейся скрипачки Лианы Исакадзе.

## Советский период
Помимо руководителей оркестра, за его пульт становились такие дирижёры, как Геннадий Рождественский и Саулюс Сондецкис. В репертуар оркестра включалась новейшая музыка советских композиторов — так, в 1987 году Камерный оркестр Грузинской филармонии под управлением Лианы Исакадзе впервые исполнил фрагменты из действа Фараджа Караева «В ожидании…» (по пьесе С. Беккета «В ожидании Годо»), что, в силу художественного радикализма произведения, закончилось скандалом в публике. Исакадзе и её оркестр были также первыми исполнителями пьесы Альфреда Шнитке «Moz-Art à la Haydn» для 2 скрипок и 11 струнных (30 декабря 1983, Тбилиси) и др.

### Руководители оркестра
- Игорь Политковский (1968—1971)
- Эдуард Санадзе (1974—1981)
- Лиана Исакадзе (с 1981 г.)

## Германский период
В августе 1990 г., в связи с обострением социально-экономической нестабильности в Грузии, Исакадзе и её коллектив, участвовавшие в музыкальном фестивале в Любеке, приняли решение временно остаться в Германии и обосновались в городе Ингольштадт. Финансирование оркестра взяли на себя городская администрация и генеральный спонсор — автомобильный концерн «Audi». В 1993 г. Грузинский камерный оркестр прибавил к своему названию имя города, в котором он обосновался, и стал выступать под названием Грузинский камерный оркестр (Ингольштадт) (нем. Georgisches Kammerorchester Ingolstadt); в 1996 г. коллектив был зарегистрирован в Германии как общество с ограниченной ответственностью.
По воспоминаниям Лианы Исакадзе,

В 90-м году я привезла в Германию Грузинский камерный оркестр — тогда один из лучших в мире. Его уже прекрасно знали, и приняли нас очень хорошо. К тому же мне помог дирижёр Юстус Франц. С его подачи главы нескольких германских земель предложили мне привезти к ним мой оркестр. Я выбрала Баварию, Ингольштадт, который был мне предложен представителем «Ауди». Мне там помогали так, как никогда не помогали ни в России, ни в Грузии. Отреставрировали старый университет и сделали фантастический зал для оркестра, чтобы мы репетировали. Проблема была в другом: впервые в жизни мне пришлось побыть работодателем. Кроме того, я была и переводчицей, и администратором… Я возила оркестр по всему свету, сама заказывала гостиницы и транспорт. И ещё играла сольные концерты, чтобы обеспечить свой оркестр зарплатой. Я жутко от этого устала и, когда пришло время продлевать контракт, сказала: извините, не могу подписать без разрешения грузинского государства, поскольку это был государственный оркестр Грузии. И мои оркестранты подписали его без меня. Потому что администратор из меня плохой.

После этого Попечительский совет (нем. Freundeskreis) оркестра пригласил на должность художественного руководителя немецкого дирижёра Маркуса Пошнера. Практически все музыканты оркестра приняли германское гражданство, возникавшие в оркестре вакансии постепенно начали замещаться исполнителями негрузинского происхождения. В некоторых случаях коллектив выступает и записывается под названием Ингольштадтский филармонический оркестр. Тем не менее, ингольштадтский оркестр продолжает поддерживать своё реноме грузинского коллектива, участвуя в связанных с Грузией общественных событиях и исполняя грузинскую музыку.
Среди выпущенных оркестром записей — альбом грузинской музыки Kartuli Musika с произведениями Сулхана Цинцадзе, Сулхана Насидзе, Отара Тактакишвили и Нодара Габунии (1992), духовные сочинения Иоганна Симона Майра, произведения Моцарта, Бетховена, Чайковского и др.

### Руководители оркестра
- Лиана Исакадзе (до 1995 г.)
- Маркус Пошнер (1999—2006)
- Ариэль Цукерман (с 2006 г.)

## Грузинский период
В 1999 г. в Грузии был возрождён Государственный камерный оркестр Грузии. Он стал базовым коллективом для Международного музыкального фестиваля в Боржоми, проводившегося в 2002—2004 гг., и в рамках этого фестиваля с коллективом вновь работала Лиана Исакадзе.

### Руководители оркестра
- Георгий Жордания (1999—2003)
- Ника Меманишвили